# 山东省淄博第二中学
淄博二中（全称山东省淄博第二中学），淄博市市属中学，始创于1952年，位于博山赵庄，后迁至博山源泉（即当时的博山区政府所在地）至今。

## 荣誉
山东省传统体育项目学校 市级先进单位 市级花园式单位

## 招生
淄博市的市属中学都是面向全市招生，但由于淄博二中在全市知名度尚低，主要是在博山区内招生。